# 베라 본 모니카
베라 본 모니카(Vera Von Monika, 9월 17일 ~ )은 포르투갈의 유명인이다.
어렸을 때부터 시각 예술 및 공연 예술과 같은 예술에 관심을 보였고, 그녀는 15세의 나이에 런던에서 스카우트되어 첫 번째 모델 작업을 했다.
유럽과 미국뿐만 아니라 아시아 국가, 특히 일본에서 패션, 음악, 번역가, 작사가, 디자이너, 주로 예술가 및 공인 인물로 널리 알려져 있다. 베라 본 모니카는 브랜드 대사이기도 하며 많은 행사에 초청되어 여러 일본 브랜드와 협력한다. 그녀는 또한 일본 문화에 대한 훌륭한 지식으로 인정 받고 있으며 거대한 영향력으로 인해 애니메이션, 만화, 게임 및 문화 행사에 초청된다.
베라본모니카의 순자산은 407천만 달러에 달한다.
그녀는 Disrupt Magazine, Huffmag 등의 인터뷰를 통해 다양한 패션 잡지에 출연했다. 또한 Never Magazine, Enboga, Spanish Influential, Malvie와 같은 여러 패션 잡지의 표지와 기사에 나왔다.
경력 이내 KIMMIDOLL 등 유명 브랜드의 브랜드 홍보대사로 활약하고 있다.
베라 본 모니카는 패션 위크 레드 카펫, 영화제, 음악 상, 자동차 이벤트, 대중 문화 등과 같은 많은 이벤트에 초대되었다.
스포츠 저널리스트로서, 특히 모터스포츠에서 월드 랠리 챔피언십에 집중했다. 그녀는 다른 유명한 랠리 드라이버 들 사이에서, 이 카테고리 Ott Tänak에서 세계 챔피언을 인터뷰했다.
그녀는 23년 동안 모터 스포츠에 초점을 맞춘 아르헨티나 잡지 RRMagazine과 적극적으로 협력하여 기사를 쓰고 있다. 베라 본 모니카는 또한 WRC에 대한 그녀의 관점에 대한 인터뷰를 했다.
2020년, 그는 자신의 모터스포츠 회사인 VVMotorsports를 설립했다.
2021년 10월, Vera Von Monika는 그녀의 시그니처 슈즈 컬렉션을 출시했다.  그녀가 만들고, 디자인하고, 축구 선수 Luis Nani의 신발 라인을 생산한 동일한 회사인 USHINDI Shoes에서 제작했다.
베라본모니카는 자신의 영향력을 행사하여 인식을 높이기 위해 그녀는 양성 평등을 대변하기 위해 유엔과 적극적으로 협력하고 있다.

## 주된 활동
- 솔로곡
  - 6PM Meeting (2020.9.17)